# Barbara Bonte
Barbara Bonte (ur. 13 maja 1983 w Jette) – belgijska i flamandzka działaczka polityczna, posłanka do Parlamentu Flamandzkiego, deputowana do Parlamentu Europejskiego X kadencji.

## Życiorys
W 2006 uzyskała licencjat z nauk biznesowych w szkole wyższej EHSAL w Brukseli. Do 2007 pracowała jako konsultantka w Deloitte. Zaangażowała się w działalność polityczną w ramach Interesu Flamandzkiego, była etatowym pracownikiem tej partii. W 2014 została wybrana do Parlamentu Flamandzkiego; zrezygnowała z zasiadania w nim w 2015, motywując to względami osobistymi. W wyborach europejskich w 2024 uzyskała mandat deputowanej do PE X kadencji.